# Thermomyces stellatus
Thermomyces stellatus är en svampart som först beskrevs av Bunce, och fick sitt nu gällande namn av Apinis 1963. Thermomyces stellatus ingår i släktet Thermomyces, ordningen Eurotiales, klassen Eurotiomycetes, divisionen sporsäcksvampar och riket svampar.   Inga underarter finns listade i Catalogue of Life.